# Maultrommel

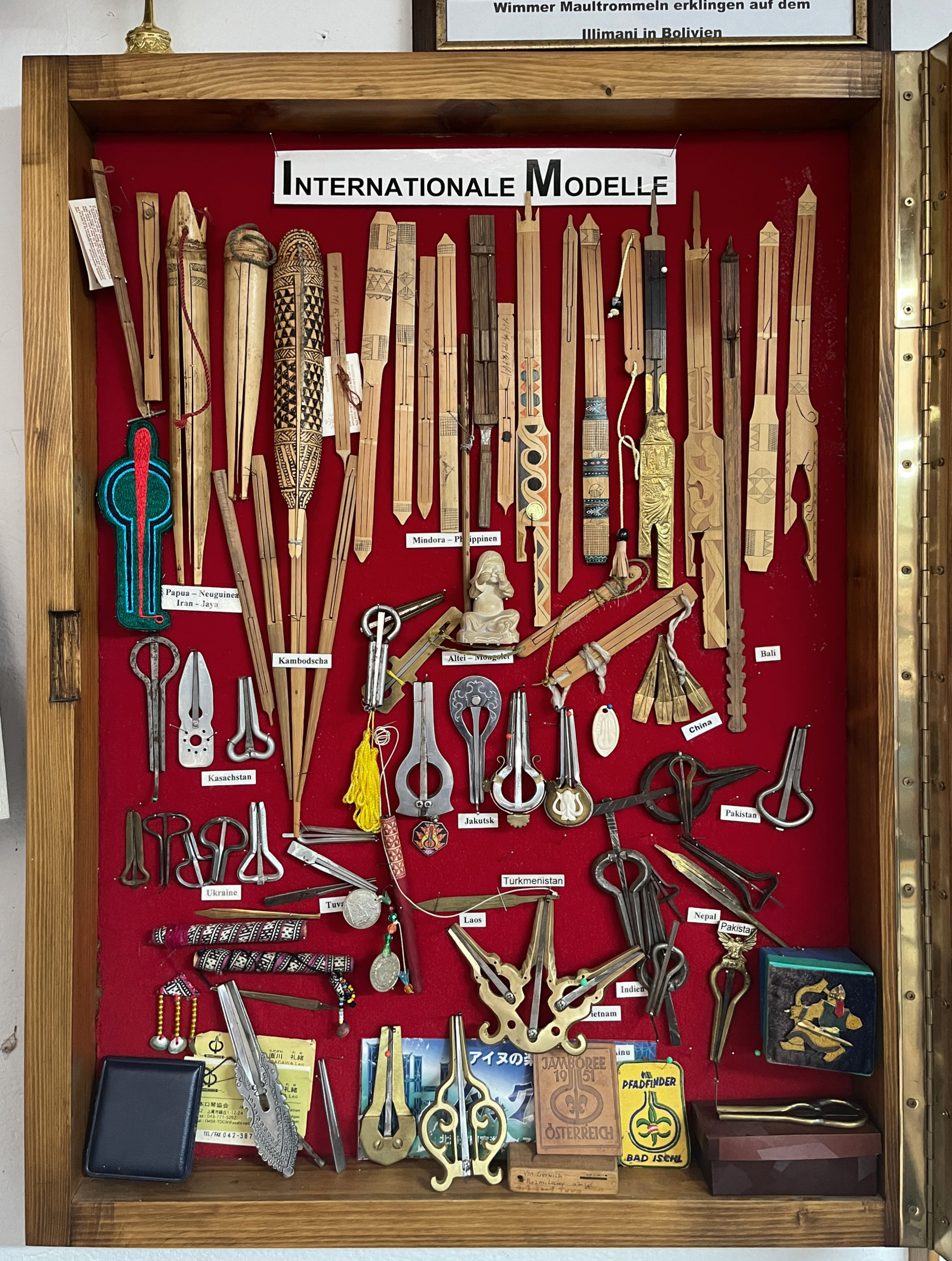
Schaukasten mit Maultrommeln aus aller Welt in Molln, Oberösterreich

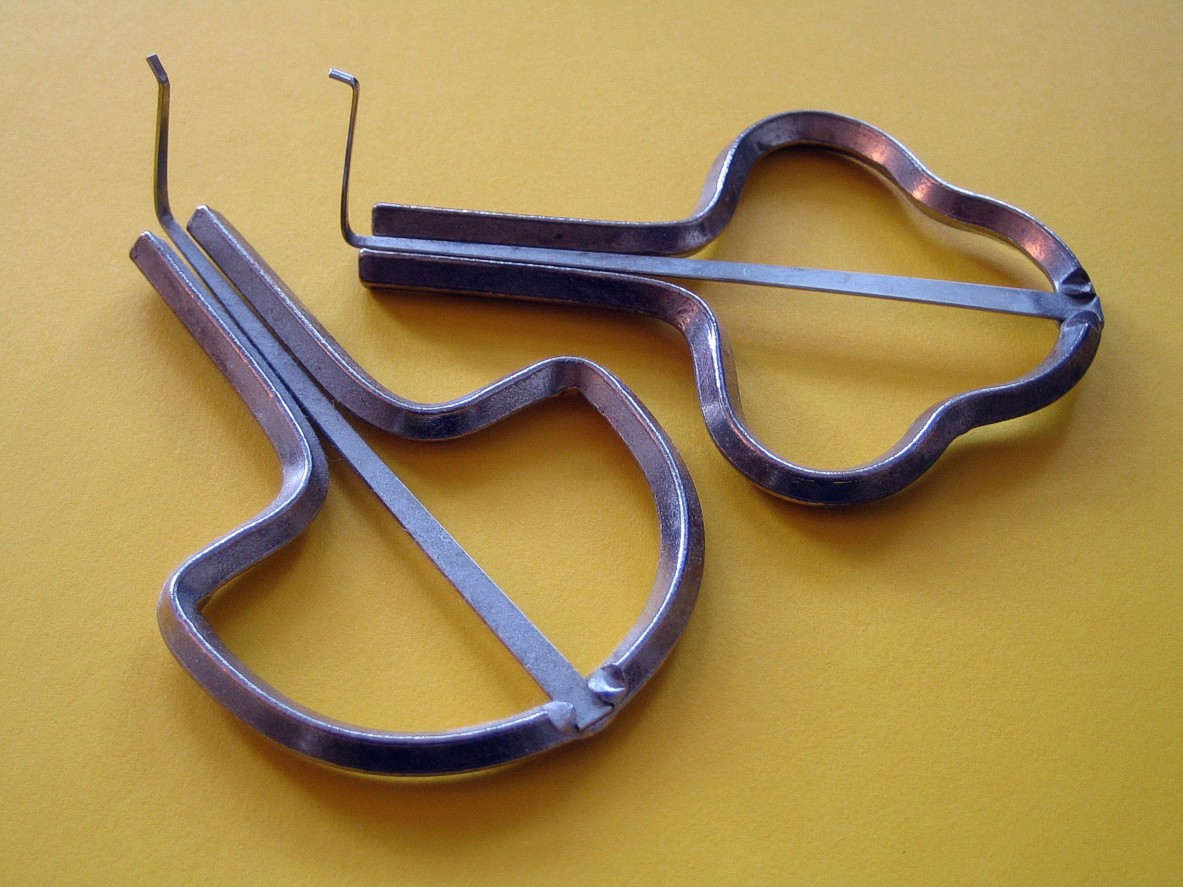
Bügelmaultrommeln aus Eisen, etwa 8 cm lang

Die Maultrommel (englisch jew’s harp oder jaw harp, italienisch scacciapensieri, französisch guimbarde) ist ein kleines Musikinstrument mit einem Rahmen, an dem eine Lamelle (Zunge) befestigt ist, die an ihrem freien Ende vom Spieler bewegt wird. Unter den vielen Formvarianten der alten und weit verbreiteten Maultrommeln werden zwei Typen unterschieden: Bei den Rahmenmaultrommeln wird die Zunge vollständig vom Rahmen umschlossen und über eine Schnur an ihrer Spitze indirekt angeregt. Bei den aus Metall bestehenden Bügelmaultrommeln ragt die Zunge mit der Spitze über den Rahmen hinaus und wird direkt mit dem Finger angezupft. Klang und Tonhöhe des an die Lippen gehaltenen Instruments werden durch die in ihrer Größe veränderliche Mundhöhle, die als Resonanzraum dient, und durch Atmung beeinflusst. Dabei werden verschiedene Obertöne hörbar gemacht.
Nach der Hornbostel-Sachs-Systematik von 1914 gehört die Maultrommel zu den Zupfidiophonen. Seitdem wurden wiederholt Argumente vorgebracht, um die Maultrommel als freies Aerophon mit durchschlagender Zunge zu klassifizieren.
Da eine Maultrommel nur einen begrenzten Tonumfang hat, war sie im Laufe der mitteleuropäischen Musikentwicklung der letzten 200 Jahre als solistisches Musikinstrument fast zum Aussterben verurteilt. Da alle durch verschiedene Anschlag- und Atemtechniken erzeugten Obertöne auf dem Grundton basieren und dieser Grundton immer im Klangbild vertreten ist, kann die Maultrommel zu den Borduninstrumenten im weiteren Sinn gezählt werden. Im Bereich der Volksmusik wurde sie um 1900 durch die Mundharmonika verdrängt, die ihre Töne ebenfalls mit durchschlagenden Zungen erzeugt, allerdings nur als deren Grundtöne. In Zentral- und Nordasien sind die Bezeichnungen für Maultrommeln meist vom turksprachigen Wort qopuz oder vom mongolischen chuur abgeleitet.

## Herkunft

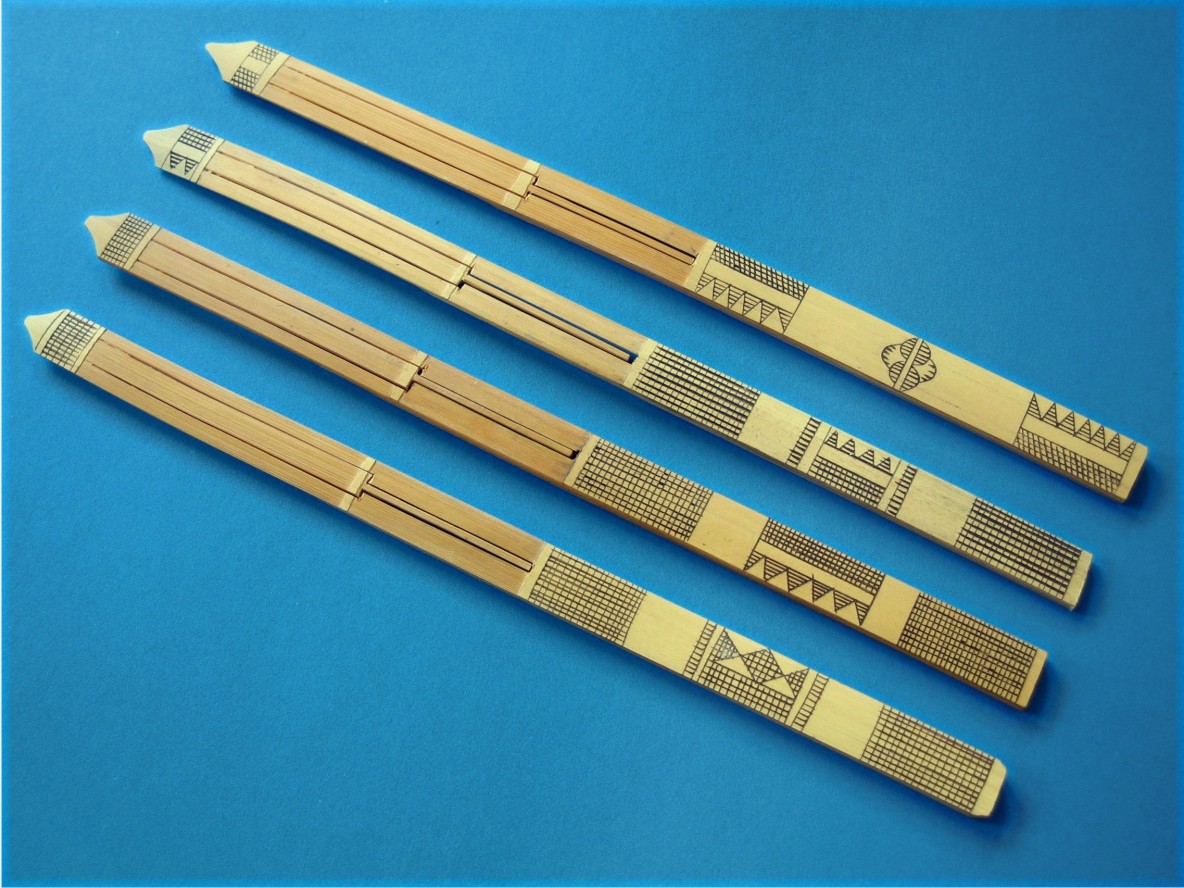
Rahmenmaultrommeln aus Bambus, Länge etwa 20 cm

Ihren Ursprung hat sie wahrscheinlich in Asien. Vieles deutet darauf hin, dass die ältesten Ausführungen aus Holz (Bambus) hergestellt wurden.
Einigen archäologischen Funden zufolge war die Maultrommel in Europa ab dem 13. Jahrhundert verbreitet. In der Kathedrale von Exeter befindet sich auf der sogenannten „Sängertribüne“ von etwa 1340 die Steinskulptur eines Engels, der Maultrommel spielt.
Im deutschsprachigen Raum war das Instrument besonders in der Volksmusik beliebt. Bei Ausgrabungen in der hessischen Burg Tannenberg, die im Jahre 1399 zerstört worden war, entdeckte man eine Maultrommel, die rudimentäre Hinweise auf das asiatische Vorbild zulässt. Sebastian Virdung bildete in seiner Musica getutscht und außgezogen von 1511 eine Maultrommel ab. In der um 1515 entstandenen Holzschnittfolge „Triumphzug des Kaisers Maximilian“ von Hans Burgkmayr wird ein maultrommelspielender Hofnarr dargestellt.
Eingang in die Hochkulturmusik fand die Maultrommel in der Barockzeit, in der volkstümliche Instrumente beliebt waren. Johann Georg Albrechtsberger schrieb mehrere Konzerte dafür. Bruno Glatzl, ein Melker Benediktinerpater, gab als überregional bekannter Spieler für Kaiser Joseph II. ein Konzert.
Der berühmteste Virtuose auf der Maultrommel war jedoch der 1761 in Mittersill geborene Franz Koch. In der „Allgemeinen musikalischen Zeitung“ Nr. 42 vom 18. Juli 1804 liest man von einem Auftritt in Braunschweig: „Herr Franz Koch unterhielt in seinem Konzerte auf dem Brummeisen mit mancherley Piecen, und fand sehr vielen Beyfall.“ Von einem Auftritt desselben Herrn Koch mit der „Mundharmonika“ ein Jahr später in Frankfurt am Main wird ebenfalls in der Allgemeinen musikalischen Zeitung Nr. 24 berichtet, dann von einem weiteren Auftritt in Wien im März 1818. Ein letztes Mal wird ein Auftritt in Wien in der Musikalischen Zeitung im November 1823 erwähnt. In den hier angeführten Berichten wird das Instrument mehrmals als „Mundharmonika“ und nur einmal als „Brummeisen“ bezeichnet.
Franz Stelzhamer hat als meisterlicher Spieler die Maultrommel auch literarisch verewigt (D’Ahnl, Versepos 1851, Verse 220–227).
Im stalinistischen Russland wurde die Volksmusik in den Dienst der Staatsideologie gestellt, und die Maultrommel war verboten, möglicherweise wegen ihrer Verbindung zum Schamanismus, der als rückständig galt.

## Namen
Lateinisch hieß die Maultrommel in Europa crembalum oder trombula. Im Englischen können Missverständnisse entstehen, wenn die alternativ zu jew’s harp oder jaw harp verwendete Bezeichnung mouth harp auch für die Mundorgel (englisch mouth organ) verwendet wird.
Deutschsprachige Bezeichnungen:
- Maultrumme wählte Johann Fischart 1575 für seine freie Übersetzung des Gargantua.[15]
- Brummeisen[16] findet man erstmals 1691 bei Michael Praetorius.[2]
- Mundharmonika wurde die Maultrommel bis zur Verbreitung der heutigen Mundharmonika in den 1820er-Jahren genannt.
- Maulgei (Maulgeige) hieß sie im Dialekt des Saarlandes[17]
- Schwirrigigli war eine gängige Bezeichnung in der Schweiz.[3]
- Trümpi oder Trümmi ist in der deutschsprachigen Schweiz üblich.

Regional verbreitete Maultrommeln:
- Drymba in der Ukraine
- Genggong in Indonesien und Malaysia
- Hun im Nordosten Thailands
- Pepur oder Kekeit in Osttimor
- Morsing in Südindien, morchang in Nordindien
- Qopuz, chomus in Zentral- und Nordasien.
- Susap in Neuguinea und Melanesien

## Bauform

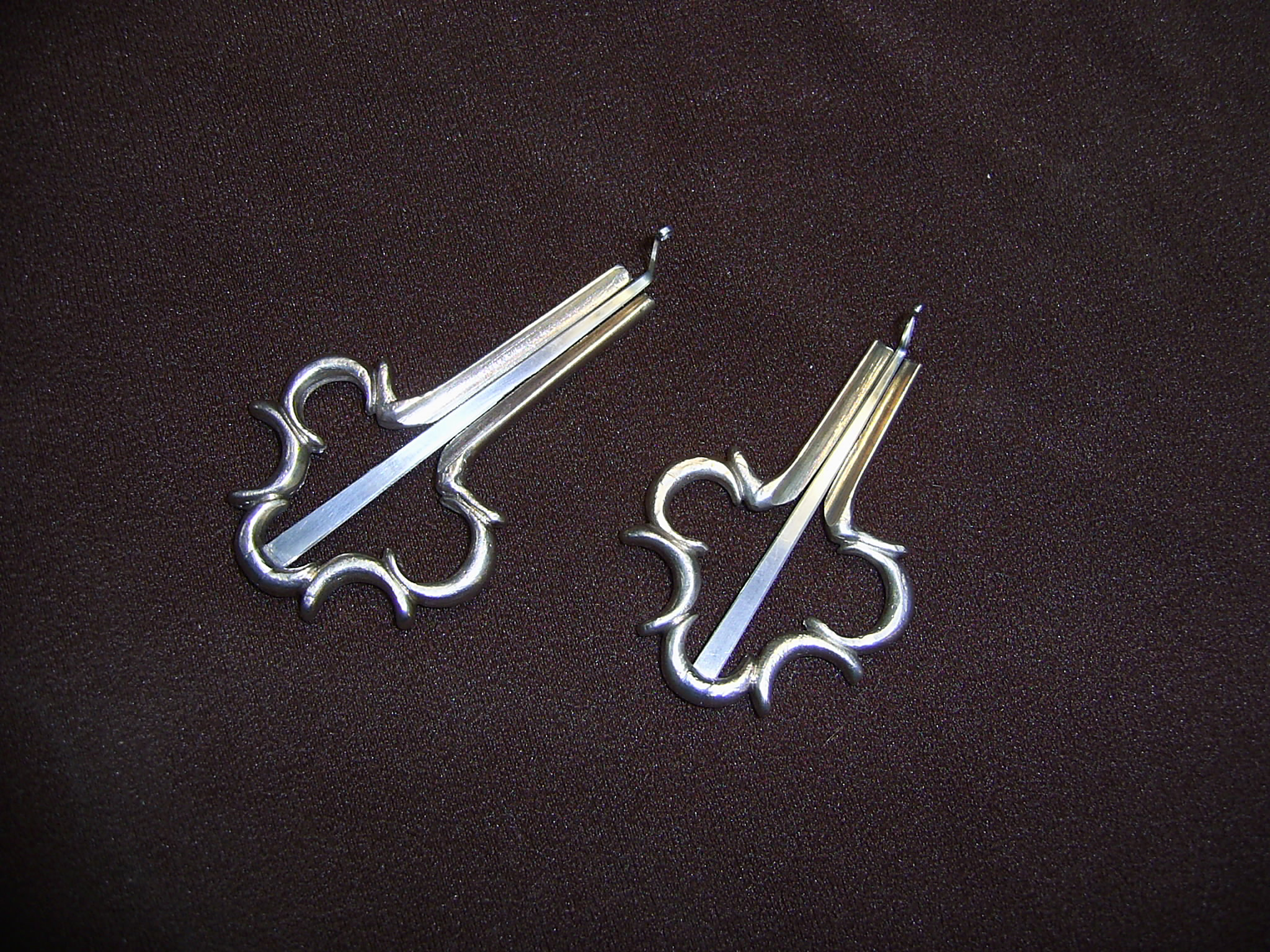
Zwei Nachbauten alter deutscher Bügelmaultrommeln

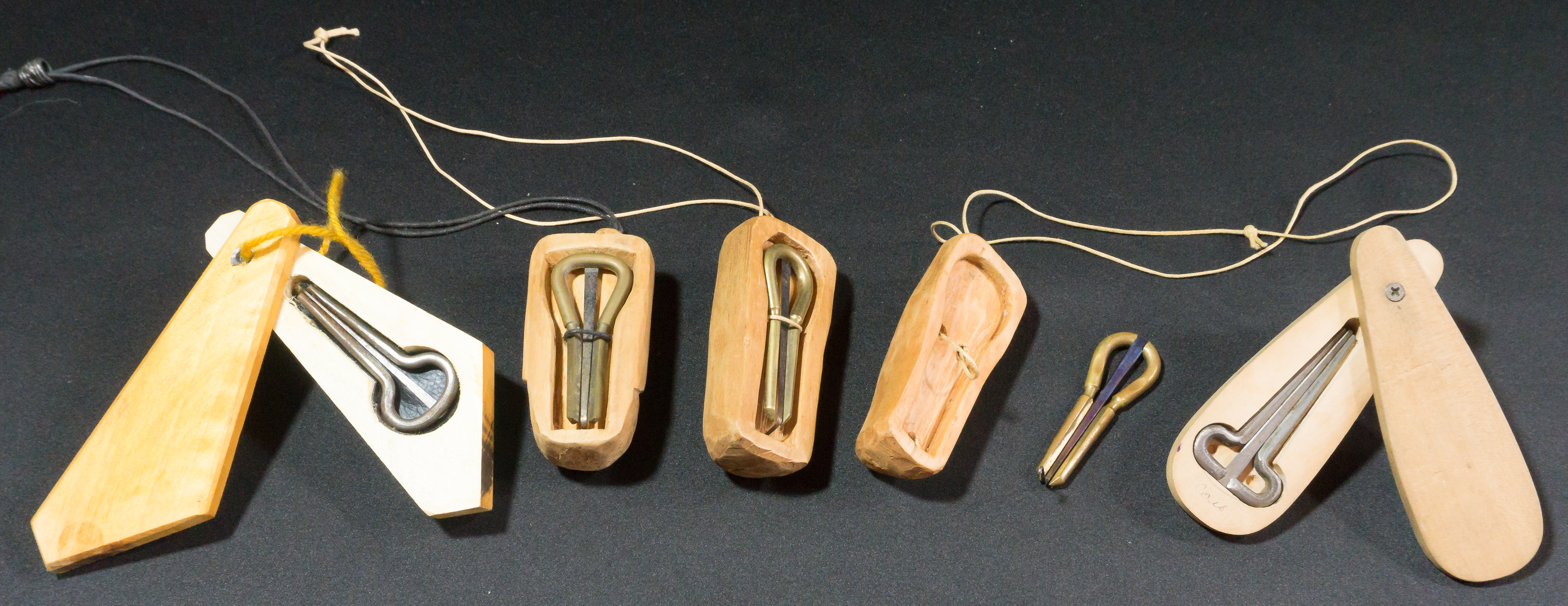
Verschiedene Bauformen samt ihren Gehäusen

In der Hornbostel-Sachs-Systematik werden Maultrommeln zu den Zupf-Idiophonen gezählt, andere Instrumentenkundler möchten sie in ihren Klassifikationen von Musikinstrumenten stattdessen zu den Aerophonen zählen. Die Form des Bügels ist regional unterschiedlich, aber das Funktionsprinzip ist überall gleich: Zwischen den Schenkeln eines U-förmigen Rahmens, den man in die Mundhöhle nimmt, ist eine Blattfeder als Federzunge fixiert, die mit dem Finger zum Schwingen angeregt wird. Die Tonhöhe des Grundtons wird in erster Linie bestimmt durch die Länge, Dicke, Härte und Form der Feder. Die Breite der Feder wirkt sich in erster Linie auf Torsionsschwingungen aus. Entscheidend ist der Obertongehalt einer Maultrommel. Hierbei gilt, je enger der Abstand zwischen Feder und Bügeln ist, desto besser ist der Obertongehalt.
Die meisten Maultrommeln werden aus Metall, z. B. Eisen, Bronze oder Messing hergestellt und gehören zum Typus der Bügelmaultrommeln, bei denen die als dünner Haken über den Bügel hinausragende Zunge mit dem Finger gezupft wird. Beim anderen Typus, den Rahmenmaultrommeln, ist die Zunge an allen Seiten von einem Rahmen umschlossen und ein Ende des Rahmens wird direkt mit dem Finger oder über eine Schnur angeregt. Zu den südostasiatischen Rahmenmaultrommeln aus Bambus gehören die genggong, die in der balinesischen Musik und der Musik von Lombok gespielt wird, die karinding im Westen Javas, die angkuoch in Kambodscha, die ruding in Nord-Borneo, die kubing in Mindanao und die hun in der Region Isan im Nordosten Thailands und in Laos. Die vietnamesische đàn môi ist eine Rahmenmaultrommel aus Messing, die nicht gegen die Zähne, sondern an die Lippen gehalten wird.

## Spielweise

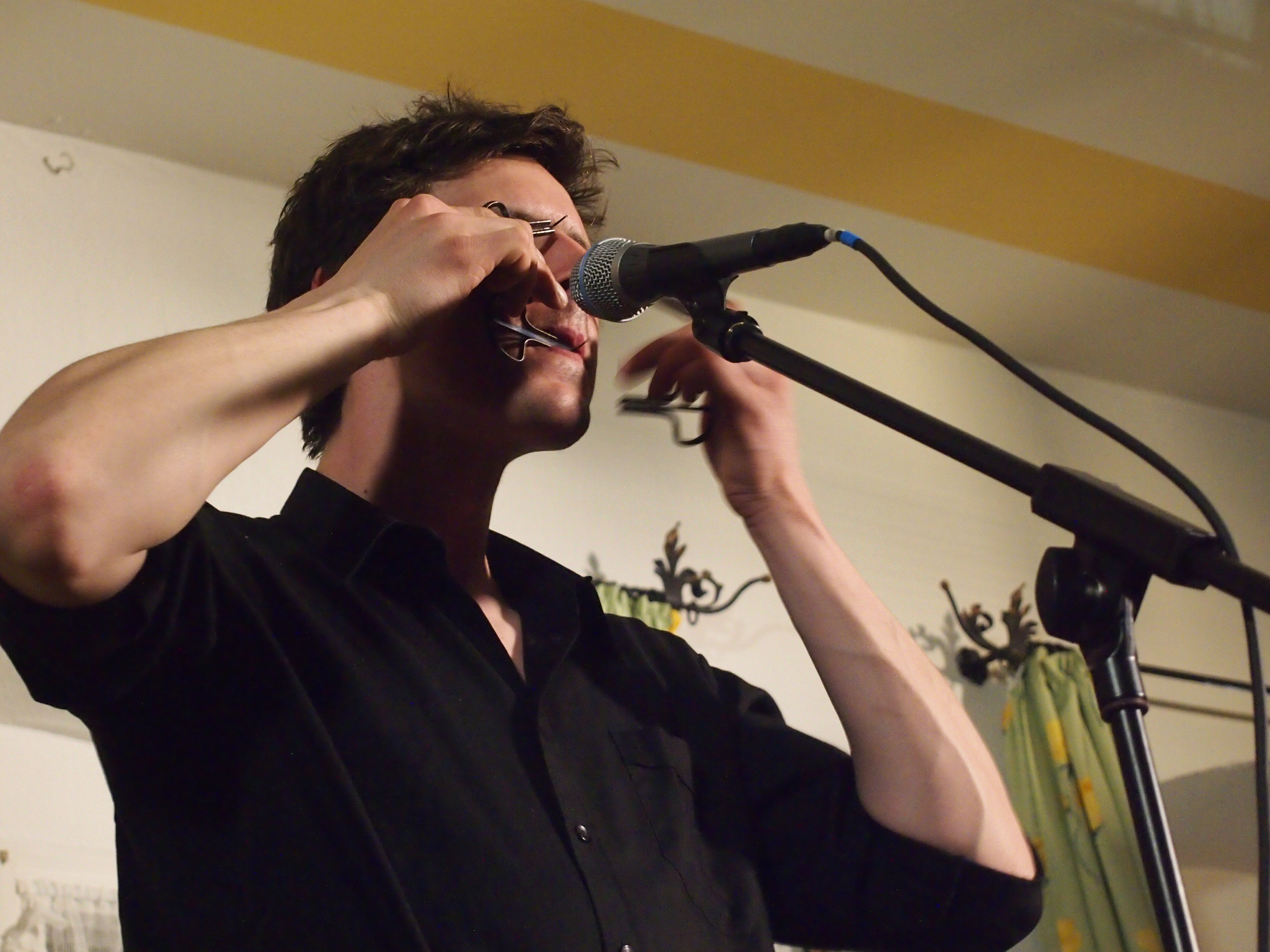
Michael von Mücke von Kofelgschroa während eines Maultrommel-Solos

Zum Musizieren werden die Schenkel leicht an die Schneidezähne gelegt, die Lippen liegen an den Schenkeln und somit kann die Federzunge leicht in den geöffneten Mundhohlraum schwingen, der als Resonanzraum wirkt. Durch Verändern des Mundhohlraumvolumens und seiner Geometrie (entsprechend der Vokalbildung wie bei „a-o-u-ö-e-i“) entsteht ein Ton mit verschiedenem Obertongehalt und Klangspektrum. Durch das gleichzeitige Hindurchblasen bzw. -ziehen von Luft wird dieser Klang verstärkt. Um den Tonumfang zu erweitern, wechseln Musiker im Spiel oft zwischen mehreren in den Händen gehaltenen Maultrommeln.

„Es gab in der experimentierfreudigen Zeit Ende des 18. und Beginn des 19. Jahrhunderts sehr virtuose Instrumentalisten auf der Maultrommel. So ließ sich z. B. Johann Heinrich Scheibler bis zu zehn Maultrommeln auf eine Tragscheibe montieren. Er nannte das so entstandene Instrument AURA. Die Maultrommeln waren auf verschiedene Grundtöne eingestimmt, was sogar chromatische Tonfolgen ermöglichte.“

Ähnliche Mundbewegungen wie bei der Maultrommel werden zur Klangbildung bei Mundbögen ausgeführt. Seit den 1930er Jahren sind im südlichen Afrika, dem Hauptverbreitungsgebiet afrikanischer Mundbögen, in großer Zahl europäische Maultrommeln in Gebrauch.

## Musikalische Verwendung
Die musikalische Anwendungspalette reicht vom einfachen „Boing!“ bei Zeichentrickfilmen über moderne Musik bis zur Klassik. Die Maultrommel findet sich fast weltweit als Instrument der Volksmusik, sie gehört auch zum traditionellen Instrumenten-Repertoire des Alpenraumes und ist von Ungarn und Slowenien über die deutsch- und italienischsprachigen Alpenländer bis nach Frankreich und weiter nach Sardinien und Korsika heimisch.
Die österreichische Spielweise, bei der mehrere, auf die Hauptstufen (Tonika, Dominante und Subdominante) der Tonleiter gestimmte Maultrommeln verwendet werden, ermöglicht im Gegensatz zum reinen Bordunspiel die Verwendung der Maultrommel auch innerhalb der Dur-Moll-Harmonik, sodass dieses Instrument in der österreichischen Volksmusik ohne Unterbrechung bis heute verwendet wird. Johann Georg Albrechtsberger, der Lehrer Beethovens, schrieb um 1765 sieben Konzerte für Maultrommel, Mandora und Streicher, von denen sich drei in einer Bibliothek in Budapest erhalten haben. Er interpretierte darin Melodien und Stilmittel der zeitgenössischen österreichischen Volksmusik und konnte die Maultrommel aufgrund der Verwendung von verschiedenen Maultrommeln für die Hauptstufen in die Harmonik der Wiener Klassik einbinden. Das Maultrommelspiel in Österreich ist seit 2012 als immaterielles Kulturerbe in Österreich anerkannt.
Auch in Zentralasien und den angrenzenden Berggebieten ist die Maultrommel weit verbreitet, so in der tuwinischen Musik, wo sie zusammen mit Ober- und Untertongesang eingesetzt wird. Bekannt geworden ist dieser Musikstil durch die auf Weltmusikfestivals und in klassischen Konzertsälen auftretenden Gruppen Huun-Huur-Tu und Yat-Kha.
Heute ist vielen Menschen der Klang der Maultrommel aus der Titelmelodie der Sesamstraße bekannt. In die Pop-Charts kam die Maultrommel in den siebziger Jahren durch die Gruppe Medicine Head mit Liedern wie One And One Is One oder Rising Sun. Auch im Folk Metal und dem Viking Metal findet man die Maultrommel. Ein Beispiel für letzteres ist die frühe Viking-Metal-Band Bathory.
Weitere Musiker, die die Maultrommel verwendet haben, sind Carl Eulenstein, Ennio Morricone, Tapani Varis, Anton Bruhin, Albin Paulus, Bernhard Mikuskovics, Wolfdietrich Janscha, Toni Geiling, Attwenger, Seeed, Jon Bon Jovi, The Who, Red Hot Chili Peppers, Leonard Cohen, Joe Walsh, Saltatio Mortis, Subway to Sally oder Die Ärzte.
Hans Werner Henze setzt in seinem Rezital für vier Musiker El Cimarrón (Der entlaufene Sklave), Autobiographie des geflohenen Sklaven Estebán Montejo, aus dem Jahre 1970 die Maultrommel ein.
Im Hörspiel und Zeichentrickfilm Die Biene Maja werden die Sprünge des Grashüpfers Flip mit einer Maultrommel musikalisch untermalt.
Hermann Karl Brunn (1862–1939) erhielt den Wiener Musikantenpreis für das überaus gute Spielen der Maultrommel.

## Produktionsstätten
Als weltweit bedeutendster Herstellungsort gilt bis heute Molln bei Steyr in Oberösterreich, wo die Zunft der Maultrommelmacher vom 15. Oktober 1679 bis 1938 bestand. Zwischen 1779 und 1893 waren in Molln stets über 20 Meister tätig, im Jahr 1818 wurden sogar 34 Meister im Ort verzeichnet. Nach 1984 gab es nur mehr zwei Meisterwerkstätten, wobei die Firma Schwarz (Stand 1986) jährlich etwa 300.000 Stück in 19 Länder exportierte.
Maultrommeln werden weiters in Norwegen, in der ostsibirischen Republik Sacha (vormals Jakutien) und der südsibirischen Republik Tuwa hergestellt, ferner in der Slowakei, Deutschland, Polen, Italien, Ungarn, Vietnam, Indonesien, Afghanistan, Indien, den Philippinen und den USA.

## Diskografie
- Mountain Echo. Jew’s harps around the world. (Ethnic Series) PAN Records, Leiden 2006 (PAN 1206)